# 호놀룰루
호놀룰루(영어: Honolulu, 문화어: 호노룰루)는 미국의 50번째 주인 하와이주의 주도이다. 호놀룰루라는 이름은 하와이어로 보호받는 곳(쉼터, place of shelter)을 의미한다.

## 역사

### 18세기 ~ 19세기
1794년 영국의 선원 윌리엄 브라운이 항구에 이르렀을 때, 호놀룰루는 폴리네시아의 한 작은 마을에 지나지 않았다. 다른 선박들도 항구를 이용하기 시작하였고, 호놀룰루는 중요한 항구가 되었다.
1800년대 동안에 호놀룰루는 백단 재목 거래의 중심지로, 후에 태평양에서 고래잡이의 기지로 번창하였다. 1820년에 뉴잉글랜드 지방에서 개신교 선교사들이 호놀룰루에 왔다. 그들은 많은 학교들과 개신교 교회들을 지어, 하와이 원주민들을 개신교 신자로 개종시켰다.
19세기 후반에는 농부들이 파인애플과 사탕수수를 재배하기 시작하였다. 중국, 일본, 조선, 류큐, 극동 러시아, 필리핀 등지에서 이민으로 온 노동자들이 파인애플, 사탕수수 농장과 식품 공장에 일하러 들어왔다. 1896년에 호놀룰루는 약 30,000명의 사람들이 있었다.

### 하와이의 수도
하와이 왕국의 초대 국왕 카메하메하 1세가 호놀룰루에서 1803년부터 1811년까지 살았다. 1845년에 하와이 왕국의 정식 수도가 되었으며, 1900년에 하와이가 미국 영토가 되었을 때 수도로 남아있었다. 1907년에 하와이 시와 군청이 설립되었고, 1959년 하와이가 미국의 50번째 주로 승격되었을 때 주도가 되었다.

### 20세기
1900년대 초반, 미국 정부는 진주만에 해군 기지를 세웠고, 오아후 섬에 육군 기지 몇개를 세웠다. 군사 근무와 함께 호놀룰루의 인구는 1920년의 약 95,000명에서 1930년의 137,000명으로 증가하였다. 1941년 12월 7일 일본의 진주만 공격이 미국의 제2차 세계 대전으로 촉발하였다. 호놀룰루는 일본에 대항하는 연합국의 주요 기지가 되었다.
1940년대 후반과 1950년, 호놀룰루에는 주요한 사회적, 경제적인 변화가 나타났다. 중국, 일본 및 그외 아시아 국가들에서 이주한 사람들은 도시의 정치와 상업 영역에서 물러났다. 그러나 전쟁이 종료되자, 아시아계 주민들이 호놀룰루 정부와 산업의 주요 지도자가 되었다.
1960년대는 호놀룰루에 관광업이 붐을 이룬 시기였으며, 고층의 아파트 건물과 호텔들이 도시의 주요 지역에 세워졌다. 제트기 여행의 시작이 호놀룰루와 미국 본토의 주요 도시들 간의 비행시간을 감축하였다. 항공사들은 비용을 대폭 낮추면서 호놀룰루와 다른 도시들 사이에 더 많은 비행 스케줄을 만들었다.
1970년대와 1980년대, 호놀룰루는 관광지로서 가장 인기있는 장소로 꼽혔으며, 이에 따라 호놀룰루의 경제또한 빠르게 번영하였다. 그러나 이러한 번영은 또한 몇몇 문제를 야기하기도 하였다. 높은 건설 비용과 제한된 공간에 의한 주택 부족란이 이러한 대표적인 문제점 중 하나였다. 이러한 주택 부족란을 덜기 위하여, 정부는 건설업자들에게 재정적 도움을 주었다. 그러나, 많은 주민들은 호텔 건설의 붐이 호놀룰루에 아름다운 환경에 위협이 될 것이라 우려를 표명하였고, 이 문제를 해결하기 위하여 호놀룰루 정부는 일부 지역에 대하여는 호텔 건설을 제한하기도 하였다.
1990년대 초반, 아시아의 다수 국가들이 경제적인 어려움을 겪게 되면서 호놀룰루의 경제 또한 아시아인 관광객 수의 감소에 따른 경제적인 영향을 받았다. 많은 사업체들이 문을 닫거나 직원수를 감축할 수 밖에 없게 되었다. 그리고 이에 따라 많은 주민들이 일자리를 구하러 미국 본토로 이주하기도 하였다.
1996년, 호놀룰루 정부는 호놀룰루에 더 많은 관광객들을 유치하기 위하여, 호텔 건설에 대한 제한을 완화하였다. 또한, 시의 발전을 위하여 1999년 호놀룰루 시의회는 비거주 목적의 건설, 건축 및 보수 및 수리에 대한 '재산세 면제를 위한 법안'을 가결하였다.

## 기후
호놀룰루의 기후는 쾨펜의 기후 구분에 따라 스텝 기후(BSh)로 판정받은 상태이다. 비슷한 척도를 가진 기후일 경우 열대 하계 소우 기후(As) 또는 지중해성 기후(Csa)의 성질도 물론 동시에 가지고 있는 상태이기도 하다. 다만 호놀룰루의 강수량이 도심지에서 연간 평균 500 mm가 초과되더라도 일부 지역에서는 As, Csa, BSh를 사이에 둔 기후로 봐야 한다.
| 호놀룰루 (호놀룰루 국제공항)의 기후                                                            | 호놀룰루 (호놀룰루 국제공항)의 기후 | 호놀룰루 (호놀룰루 국제공항)의 기후 | 호놀룰루 (호놀룰루 국제공항)의 기후 | 호놀룰루 (호놀룰루 국제공항)의 기후 | 호놀룰루 (호놀룰루 국제공항)의 기후 | 호놀룰루 (호놀룰루 국제공항)의 기후 | 호놀룰루 (호놀룰루 국제공항)의 기후 | 호놀룰루 (호놀룰루 국제공항)의 기후 | 호놀룰루 (호놀룰루 국제공항)의 기후 | 호놀룰루 (호놀룰루 국제공항)의 기후 | 호놀룰루 (호놀룰루 국제공항)의 기후 | 호놀룰루 (호놀룰루 국제공항)의 기후 | 호놀룰루 (호놀룰루 국제공항)의 기후 |
| 월                                                                                             | 1월                                 | 2월                                 | 3월                                 | 4월                                 | 5월                                 | 6월                                 | 7월                                 | 8월                                 | 9월                                 | 10월                                | 11월                                | 12월                                | 연간                                |
| ---------------------------------------------------------------------------------------------- | ----------------------------------- | ----------------------------------- | ----------------------------------- | ----------------------------------- | ----------------------------------- | ----------------------------------- | ----------------------------------- | ----------------------------------- | ----------------------------------- | ----------------------------------- | ----------------------------------- | ----------------------------------- | ----------------------------------- |
| 역대 최고 기온 °C (°F)                                                                         | 31 (88)                             | 31 (88)                             | 32 (89)                             | 33 (91)                             | 34 (93)                             | 33 (92)                             | 34 (94)                             | 35 (95)                             | 35 (95)                             | 34 (94)                             | 34 (93)                             | 32 (89)                             | 35 (95)                             |
| 일평균 최고 기온 °C (°F)                                                                       | 26.9 (80.5)                         | 26.9 (80.5)                         | 27.3 (81.2)                         | 28.4 (83.1)                         | 29.3 (84.8)                         | 30.5 (86.9)                         | 31.2 (88.1)                         | 31.6 (88.8)                         | 31.3 (88.4)                         | 30.5 (86.9)                         | 28.9 (84.1)                         | 27.7 (81.8)                         | 29.2 (84.6)                         |
| 일일 평균 기온 °C (°F)                                                                         | 23.1 (73.6)                         | 23.2 (73.8)                         | 23.7 (74.7)                         | 24.8 (76.6)                         | 25.7 (78.2)                         | 26.8 (80.3)                         | 27.6 (81.6)                         | 27.9 (82.2)                         | 27.6 (81.6)                         | 26.9 (80.4)                         | 25.6 (78.0)                         | 24.2 (75.5)                         | 25.6 (78.0)                         |
| 일평균 최저 기온 °C (°F)                                                                       | 19.3 (66.8)                         | 19.5 (67.1)                         | 20.1 (68.1)                         | 21.2 (70.1)                         | 21.9 (71.5)                         | 23.2 (73.8)                         | 23.9 (75.1)                         | 24.2 (75.6)                         | 23.8 (74.8)                         | 23.3 (73.9)                         | 22.1 (71.8)                         | 20.7 (69.2)                         | 21.9 (71.5)                         |
| 역대 최저 기온 °C (°F)                                                                         | 11 (52)                             | 11 (52)                             | 12 (53)                             | 13 (56)                             | 16 (60)                             | 17 (63)                             | 17 (63)                             | 17 (63)                             | 18 (64)                             | 16 (61)                             | 14 (57)                             | 12 (54)                             | 11 (52)                             |
| 평균 강수량 mm (인치)                                                                          | 47 (1.84)                           | 49 (1.94)                           | 60 (2.36)                           | 20 (0.77)                           | 21 (0.82)                           | 13 (0.50)                           | 13 (0.52)                           | 21 (0.84)                           | 22 (0.88)                           | 38 (1.51)                           | 57 (2.25)                           | 55 (2.18)                           | 417 (16.41)                         |
| 평균 강수일수 (≥ 0.01 인치)                                                                    | 7.7                                 | 7.6                                 | 8.7                                 | 7.5                                 | 6.0                                 | 6.3                                 | 7.3                                 | 5.7                                 | 7.2                                 | 7.7                                 | 8.6                                 | 8.9                                 | 89.2                                |
| 평균 상대 습도 (%)                                                                             | 73.3                                | 70.8                                | 68.8                                | 67.3                                | 66.1                                | 64.4                                | 64.6                                | 64.1                                | 65.5                                | 67.5                                | 70.4                                | 72.4                                | 67.9                                |
| 평균 월간 일조시간                                                                             | 213.5                               | 212.7                               | 259.2                               | 251.8                               | 280.6                               | 286.1                               | 306.2                               | 303.1                               | 278.8                               | 244.0                               | 200.4                               | 199.5                               | 3,035.9                             |
| 가능 일조율                                                                                    | 63                                  | 66                                  | 69                                  | 66                                  | 69                                  | 71                                  | 74                                  | 76                                  | 76                                  | 68                                  | 60                                  | 59                                  | 68                                  |
| 출처: 미국 해양대기청 (평년값: 1991년~2020년, 극값: 1877년~현재, 상대습도/일조: 1961년~1990년) |                                     |                                     |                                     |                                     |                                     |                                     |                                     |                                     |                                     |                                     |                                     |                                     |                                     |

## 주민
| 인구조사              | 인구    | Note  | %±    |
| --------------------- | ------- | ----- | ----- |
| 1890년                | 22,907  |       | —     |
| 1900년                | 39,306  |       | 71.6% |
| 1910년                | 52,183  |       | 32.8% |
| 1920년                | 83,327  |       | 59.7% |
| 1930년                | 137,582 |       | 65.1% |
| 1940년                | 179,326 |       | 30.3% |
| 1950년                | 248,034 |       | 38.3% |
| 1960년                | 294,194 |       | 18.6% |
| 1970년                | 324,871 |       | 10.4% |
| 1980년                | 365,048 |       | 12.4% |
| 1990년                | 365,272 |       | 0.1%  |
| 2000년                | 371,657 |       | 1.7%  |
| 2010년                | 337,256 |       | −9.3% |
| 2019 (추산)           | 345,064 | [ 4 ] | 2.3%  |
| Population 1890–2010. |         |       |       |

인구의 절반 이상이 아시아인이며, 그 중의 4분의 1은 상업으로 정착한 일본인이다. 하와이 원주민은 약 16%를 차지하고, 백인은 인구의 5분의 1을 차지한다. 그 외에도 중국, 한국, 필리핀, 사모아 계통의 주민들이 살고 있다. 많은 주민들은 혼혈인들이다. 또한 미국의 군인과 그들의 가족들은 호놀룰루 인구의 10%를 차지한다.

## 경제
관광 산업은 호놀룰루 수입의 주요 근원이다. 매년 약 100만명의 관광객이 호놀룰루를 방문하고 있으며, 대다수의 관광객이 와이키키 해변 지역에 머무르고 있다. 호놀룰루의 방문객들은 아름다운 경치와 놀이 시설, 온화한 기후를 만족한다.
호놀룰루의 경제는 또한 군사 활동 및 관련 산업을 의지하고 있다. 호놀룰루는 태평양 지역의 미국 군사조직 중심 기지이다. 공군, 육군, 해군, 해병대 기지들이 오아후섬에 두고 있다. 호놀룰루의 두 번째 주요 소득 근원은 미국 정부가 미군 및 민간인 근로자들을 위한 월급으로 책정한 예산이다.
호놀룰루에는 몇몇 첨단 기술 기업의 본사가 위치해 있다. 공업으로는 시멘트, 유리제품, 석유제품 등의 생산 중심으로 발달되어 있으며, 다수의 근로자가 파인애플 운송 등의 업무에 종사하고 있다.
하와이주의 주요 관문으로 호놀룰루 국제공항이 있으며, 매해 약 100만명의 승객들이 이 공항을 이용하고 있다. 호놀룰루 항구에서는 증기선 터미널이 운행되고 있다.

## 교육
호놀룰루의 공립 학교들은 하와이 교육청에서 통제되는 제도에 의하여 이루어진다. 수천명의 학생들이 사립 학교에 출석한다.
하와이 대학교의 소재지이며, 거기서 운영되는 해밀턴 도서관이 하와이에서 큰 도서관이다. 샤머네드 대학교와 하와이 태평양 대학교의 주요 캠퍼스가 자리 잡고 있다.

## 교통

### 버스
호놀룰루의 대표적인 교통수단인 더 버스(The Bus)가 호놀룰루 전역을 촘촘히 연결한다. 2024년 12월 현재 요금은 3USD . 앞문으로 승차하고 1일 티켓은 $7.5이며
교통카드인 HoloCard가 존재한다.  운전사가 따로 잔돈을 거슬러주지 않는다. 정류장을 알려주는 안내 방송을 들어보면 거리 이름을 말해주는 경우가 많다. 내릴 때는 창문에 부착되어 있는 끈을 잡아당기거나 버스 뒷문 손잡이의 버튼을 누르면 'Stop Requested'표지판에 불이 켜진다. 뒷문으로 내려도 되고, 앞문으로 내려도 된다. 뒷문의 경우 내릴 사람이 직접 문에 달린 바를 가볍게 밀면 문이 열리는 수동식이다.(출처(참고) : 「프렌즈 하와이」- 중앙 books)

### 와이키키 트롤리
호놀룰루의 시티 투어 버스인 와이키키 트롤리는 오아후 내 쇼핑 센터와 주요 관광 명소만을 골라 정차한다.
노선은 역사적인 관광지를 도는 레드 라인, 해안가를 따라 와이키키 아쿠아리움과 다이아몬드 헤드를 순회하는 그린 라인, 하와이 남동쪽 해안가를 오가는 블루 라인, 거대한 쇼핑센터인 알라모아나 센터와 와이키키를 오가는 핑크 라인으로 나뉘어있다. 최근에는 진주만과 펄릿지 쇼핑센터 등을 오가는 퍼플 라인이 추가되었다고 한다. 이들 중 와이키키 주변 호텔을 경유해 T 갤러리아와 알라모아나 센터 사이를 운행하는데 이 두 곳을 연결하는 최단코스라 핑크 라인이 제일 인기가 많다.
핑크라인은 편도 1회 승차권으로 탑승하며 가격은 $2이며, 그 외 라인별로 각각 $25이며, 하루 종일 어떤 트롤리든 이용할 수 있는 1일 승차권이 $45이다. 4일 자유 승차권은 $65, 7일 자유 승차권은 $70이다. 이런 티켓은 T갤러리아 1층 티켓판매소에서 구입할 수 있으면 홈페이지에서 할인된 가격으로 살수있다.
퍼플 라인을 제외한 모든 라인에서 와이파이 이용 가능하다.
블루 라인은 하루 세 차례만 운행한다고 한다.
케리어는 들고 탈 수 없으며 작은 크기의 짐만 가능하다고 하고, 음료수 등은 손에 들고 탑승할 수 없다.
또한, 한국에서 JCB 신용 카드를 준비해가면 동반 1인까지 핑크 라인을 무료로 무제한 탈 수있다.(출처(참고) : 「프렌즈 하와이」- 중앙books)

### 도로
호놀룰루에는 주간고속도로 H-1 등과 같이 하와이주를 전용하고 있는 주간고속도로가 있고 일반 국도의 대리 역할로도 수행되는 지방도 격인 하와이주도 노선도 호놀룰루를 관통시키고 있다. 일본 오키나와현이나 중국 하이난성, 한국의 울릉도 등과 달리 일반 국도 또는 국가지원지방도와 유사한 노선이 하나도 없고, 대한민국의 제주특별자치도와 비슷하게 일반 국도 노선이 하나도 없는 것을 주요 특기로 둔다.

### 철도
호놀룰루에는 도시 철도인 스카이라인 (호놀룰루) 가 존재한다. 일반여객철도는 운영하고 있지 않으나, 관광용 등 다른목적으로 하는 철도는 존재한다.

### 버스
호놀룰루 관내에는 TheBus라는 버스 업체에서 노선 버스들을 상시적으로 수시 운행된다. 운행하고 있는 버스 노선들은 주로 시내 중심가에서 외곽 지역까지 안전하게 이동할 수 있는 이점이 있다. 코로나19 이슈 이후 외국인 관광객들을 제외한 현지 주민과 미국 본토, 알래스카주에서 온 관광객만 이용 가능하다. 다만 국경을 건널 수 있는 조건을 가진 지역 주민의 경우 미크로네시아 연방, 마셜 제도 등 일부 국가만 기존과 같이 예외이다. (2024년 현재는 무관)

### 비키
비키는 서울특별시의 따릉이와 같이 하와이 오아후섬의 호놀룰루의 자전거 공유 서비스이다.

### 공항
하와이에서 큰 국제공항인 대니얼 K. 이노우에 국제공항이 있어서 대한민국 노선에서는 대한항공, 아시아나항공, 에어프레미아, 하와이안 항공이 운항중이다.

## 주요 인물
- 버락 오바마
- 니콜 셰르징거 (푸시캣 돌스)
- 미카 토드
- 브루노 마스
- 휴닝카이

## 자매 도시
호놀룰루의 자매 도시는 다음과 같다.
- 일본 히로시마현 히로시마(1959년부터)
- 일본 오키나와현 나하(1960년부터)
- 일본 도쿄도(1960년부터)
- 대만 가오슝(1962년부터)
- 필리핀 북일로코스주 라오아그(1969년부터)
- 인도 마하라슈트라주 뭄바이(1970년부터)
- 대한민국 서울특별시(1973년부터)
- 포르투갈 푼샬(1979년부터)
- 필리핀 마닐라(1980년부터)
- 미국 푸에르토리코 산 후안(1985년부터)
- 중국 하이난성(1985년부터)
- 베네수엘라 카라카스(1990년부터)
- 필리핀 세부주 세부(1990년부터)
- 베트남 투아티엔후에성 후에(1995년부터)
- 필리핀 벵게트주 바기오(1995년부터)
- 중국 광둥성 중산 시(1997년부터)
- 아제르바이잔 바쿠(1998년부터)
- 포르투갈 리스보아 지방 리스보아 현 신트라(1998년부터)
- 케냐 해안 주 몸바사(2000년부터)
- 대한민국 인천광역시(2003년부터)
- 필리핀 남일로코스주 비간(2003년부터)
- 일본 에히메현 우와지마시(2004년부터)
- 모로코 라바트(2007년부터)
- 마셜 제도 마주로(2009년부터)
- 중국 허베이성 친황다오 시(2010년부터)

## 같이 보기
- 호놀룰루의 마천루 목록
- USS 호놀룰루